# Seigerhütte Wernigerode
Die Seigerhütte Wernigerode war ein frühneuzeitliches Hüttenwerk in der Nähe der Stadt Wernigerode am nördlichen Harzrand. Sie diente hauptsächlich der Weiterverarbeitung der innerhalb der Grafschaft Wernigerode gefundenen Erze, verarbeitete aber auch Kupfererz vom Rammelsberg bei Goslar.

## Geschichte
1511 gestattete Graf Botho zu Stolberg an der gleichen Stelle oder in der Nähe einer bereits 1413 erwähnten Schleifkote unweit der Holtemme bei Wernigerode die Errichtung einer Seigerhütte. Dieses Recht sicherten sich Heinrich Schreiber aus Halberstadt, der auch den Schreiberteich anlegen ließ, und seine aus Braunschweig stammenden Teilhaber. Die Gründung der Seigerhütte Wernigerode soll auf die damalige portugiesische Nachfrage nach Metallen und -produkten in Antwerpen zurückzuführen sein. Die Betreiber der Saigerhütte konnten „ihr Garkupfer bei Jakob Schütze, der in der Nähe der Saigerhütte einen Kupferhammer errichtete, oder auch in Braunschweig bei den dortigen kupferverarbeitenden Gewerben absetzen.“

## Zeitzeugen
Der Seigerhüttenweg und der Seigerhüttenteich erinnern heute in Wernigerode an den Standort des alten Hüttenwerkes, das zu Beginn des 17. Jahrhunderts kurzzeitig als Residenz des regierenden Grafen zu Stolberg diente.